# Panagia Evangelistria (Kato Polemidia)
Panagia Evangelistria (griechisch Παναγία Ευαγγελίστρια) ist ein Stadtteil der Stadt und Gemeinde Kato Polemidia im Bezirk Limassol auf Zypern.

## Lage und Umgebung

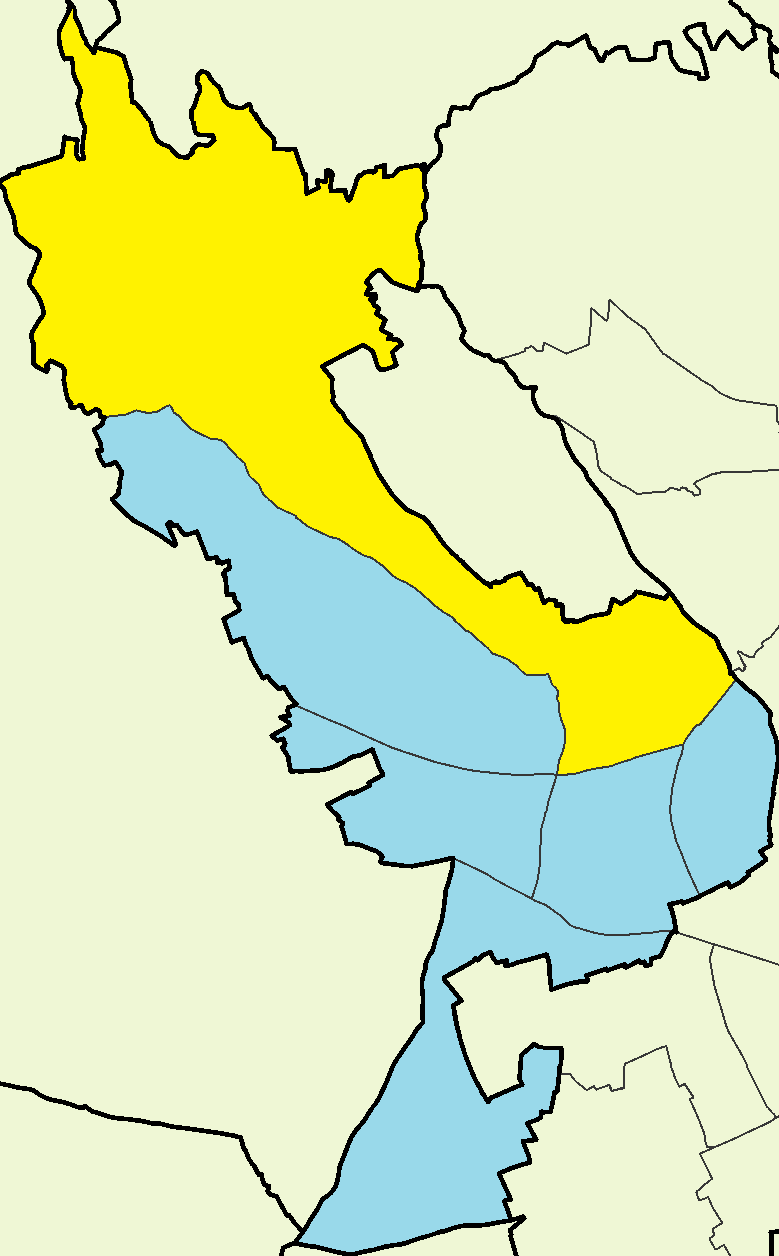
Lage in Kato Polemidia

Panagia Evangelistria ist der nördlichste und zugleich westlichste Stadtteil und der flächenmäßig größte von Kato Polemidia. Im Süden grenzt es an Apostolos Varnavas, im Südosten an Makarios, im Osten an die Hafenstadt Limassol und Pano Polemidia, im Norden an Palodia, im Westen an Ypsonas und im Südwesten an Agios Nikolaos. Es liegt nördlich der A1 und westlich der B8 die am Fluss Garyllis liegt, in der Nähe des britischen Militärstützpunkts beziehungsweise der Halbinsel Akrotiri.

## Bevölkerung
Bei der letzten Bevölkerungszählung im Jahr 2011 wurden 3.696 Einwohner in Panagia Evangelistria gezählt und in Kato Polemidia insgesamt 22.369.

## Kultur und Sehenswürdigkeiten
- Die „Panagia Evangelistria Kirche“ oder „Jungfrau Maria Kirche“ ist die Kirche des Stadtteils und wurde der Maria gewidmet. Der Bau begann 1908 und wurde 1959 fertiggestellt. Die Einweihung fand 1963 statt.[4]
- Das Limassol Krankenhaus, das öffentliche Krankenhaus von Limassol, das auf zwei verschiedene Orte in Limassol verteilt ist, befindet sich in Panagia Evangelistria.[5]